# Neustädter Kirchhof 15 (Quedlinburg)

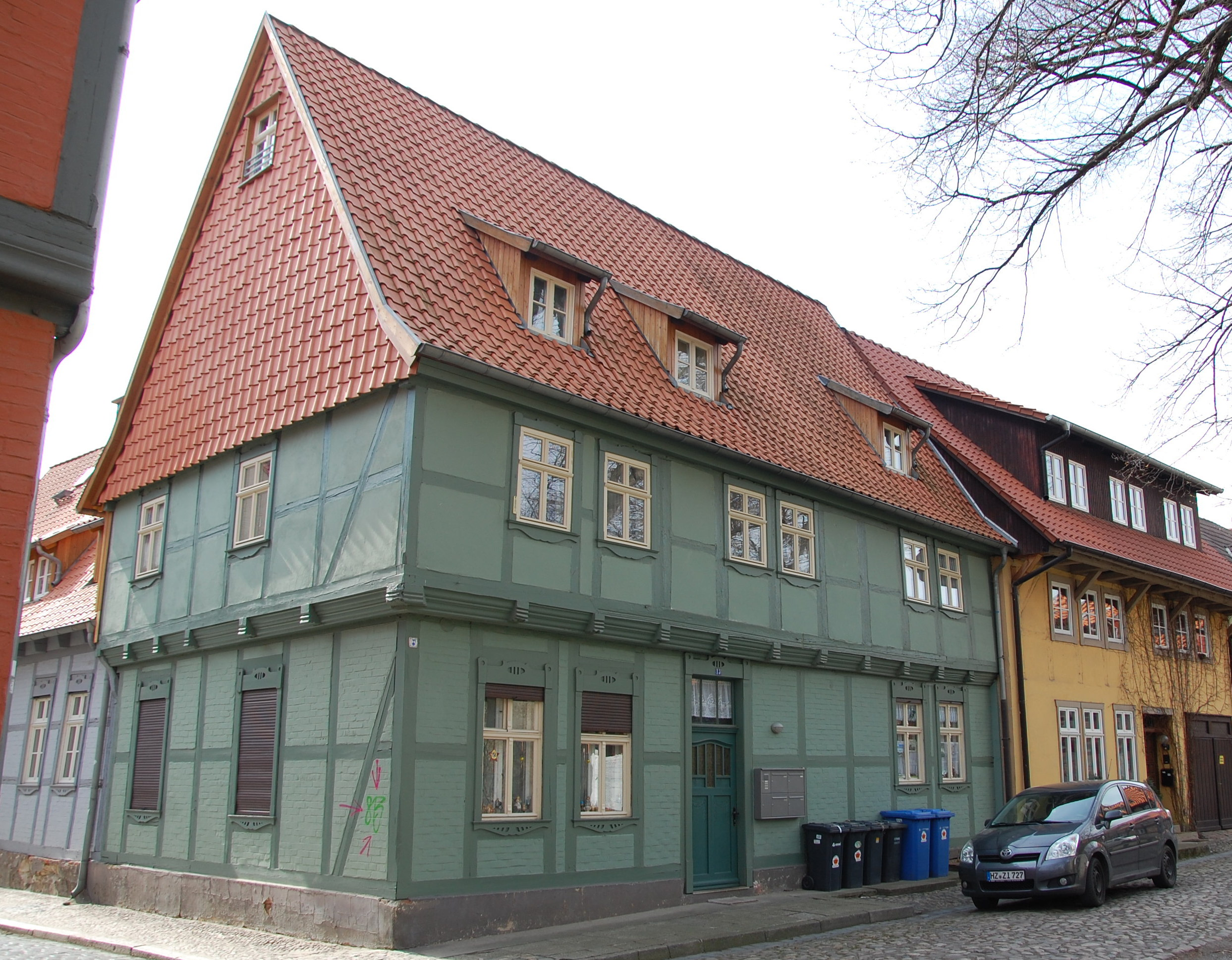
Haus Neustädter Kirchhof 15

Das Haus Neustädter Kirchhof 15 ist ein denkmalgeschütztes Gebäude in der Stadt Quedlinburg in Sachsen-Anhalt.

## Lage
Es befindet sich in der historischen Quedlinburger Neustadt an der Südseite des Neustädter Kirchhofs. Es gehört zum UNESCO-Weltkulturerbe und ist im Quedlinburger Denkmalverzeichnis als Wohnhaus eingetragen. Östlich des Hauses verläuft eine Gasse zur südlich gelegenen Straße Kaplanei.

## Architektur und Geschichte
Das zweigeschossige Fachwerkhaus entstand in der Zeit um 1500. Die Stockschwelle ist mit einem Längsprofil versehen und ähnelt in ihrer Gestaltung der Stockschwelle am Haus Schmale Straße 30. An den Balkenköpfen finden sich Verzierungen mit Birnstäben. Im Erdgeschoss fanden um 1900 Umbauten statt. Die Rahmungen von Fenstern und Tür wurden in Formen des Jugendstils umgestaltet.